# Киевский замок
Киевский замок — одна из мощнейших крепостей Поднепровья, существовавшая в XIV — первой половине XVII века.

## История
Построен в 1370-1380 годах на горе Киселёвке, возвышавшейся над Подолом. И впоследствии Киселёвка получила название Замковой горы. Замок имел деревянные укрепления, двое ворот, около 20 сооружений, единственные в городе часы, и в разные периоды от трёх до 15 сторожевых трёхъярусных башен, от одного до четырёх колодцев глубиной 60 метров.
Резиденция киевского князя Владимира Ольгердовича в 1362—1394 годах, его сына Олелько (1440—1455) и внука Семёна (1455—1470). В эпоху Владимира Ольгердовича в замке действовал монетный двор. В 1471 году, после ликвидации поляками Киевского княжества, Киевский замок стал официальной резиденцией киевских воевод, в том числе Константина Острожского (1559—1608), Станислава Жолкевского (1608—1620), Адама Киселя (1649—1653).
Важными историческими событиями, связанными с Киевским замком, были две осады со стороны крымских татар: в 1416 (город осаждён татарами под начальством Едигея, взят, ограблен, сожжены церкви; татары удалились, уведя несколько тысяч жителей в полон, замком им овладеть не удалось) и 1482 годах. В ходе второй осады был взят в плен киевский воевода Иван Ходкевич. 
Артиллерия замка после его реконструкции в 1535 году состояла из 4-х «гуфниц», 2-х «тарасниц», 12-ти «повтарасниц», 12-ти «серпентин» и 59-ти гаковниц.
В период расцвета (в 1552 году) в замке располагались три православные и одна католическая церкви. В 1592 и 1596 годах замок был на непродолжительное время захвачен казаками-повстанцами К. Косинского и С. Наливайко.
Посетивший Киев в 1596 году Р. Гейденштейн писал о Киевском замке, что он «совсем заброшен, и почти совершенно сгнил».
Замок был частично разрушен войсками Б. Хмельницкого. После возвращения поляками царской вотчины России, в 1658 году оставшиеся укрепления пытался использовать Даниил Выговский в сражении с русским гарнизоном Киева, однако потерпел поражение. После этого замок был окончательно снесён.
Ныне на месте размещения Киевского замка находится музей «Замковая гора».